# Операция «Харавги»
Операция «Харавги» (греч. Σχέδιο «Χαραυγή») — военная операция, проводившаяся в апреле 1948 года греческой правительственной армией против коммунистических партизан в Центральной Греции и Западной Фессалии.
В связи с неудачами в районе Мурганы генштабом греческой армии и американскими советниками с целью создания «психологических предпосылок» для дальнейшего развертывания крупных операций по уничтожению партизан было принято решение провести операцию в Центральной Греции и Западной Фессалии. Эта территория к началу 1948 года стала второй после Западной Македонии и Эпира мощной базой партизан, причем находившейся в непосредственной близости от столицы. Весь район от города Ламия вплоть до подступов к Афинам, за исключением крупных административных центров, контролировался партизанами. В этом районе страны успешно действовали 2-я дивизия ДАГ (2500 бойцов) под командованием капитана Диамантиса.
Для осуществления операции «Харавги» («Рассвет») были выделены три дивизии — 1-я, 9-я, 10-я, два отряда коммандос, разведывательный полк и 17 батальонов «национальной гвардии», а также батальон жандармерии. Кроме того, сюда были переброшены три полка артиллерии (48 орудий), бронетанковый полк и две эскадрильи самолетов. Несколько военных кораблей, патрулировавших в Коринфском заливе, получили приказ вести обстрел позиций партизан в этом районе. Наконец, прибыли отряды МАИ численностью 2500 тысяч человек, крупная антикоммунистическая добровольческая группа и специальные команды, имевшие «собак для обнаружения убежищ партизан». Всего было сосредоточено 35 тысяч солдат. Перед ними была поставлена задача окружить со всех сторон район гор Сарантена, Вардусия, Гьона, Парнас, оттеснить партизан к югу и прижать их к Коринфскому заливу, после чего уничтожить или сбросить в море. Действия всех частей, участвовавших в операции «Харавги», координировал штаб 1-го армейского корпуса. Операции начались 15 апреля 1948 года.
Командование частей ДАГ в этом регионе знало о замысле противника и выработало свой контрплан. В соответствии с ним большая часть партизан заранее сосредоточилась в районе, назначенном для прорыва и выхода в северо-западном направлении. 16 апреля, на следующий день после того как правительственные войска начали выдвигаться на исходные позиции для наступления, на них обрушился внезапный удар в районе городка Карпенисион. Разгромив части 9-й дивизии противника и взаимодействовавшие с ними отряды коммандос, основные силы партизан вышли из окружения и двинулись в южную Аграфу. В прежнем районе базирования оставлены были лишь мелкие подразделения ДАГ, главным образом состоявшие из снайперов и разведчиков, действовавших преимущественно в тылу противника. Умело маневрируя в районе окружения, они в течение двух недель вводили в заблуждение противника, который все это время продолжал свою операцию, так и не поняв, что она уже провалилась.
Лишь к концу апреля противник «обнаружил, что главные силы партизан находятся вне района его действий». Да и то лишь потому, что по выходе из зоны окружения они развернули активные боевые действия у него в тылу и в соседних районах. Несмотря на то что 2-я дивизия ДАГ не была уничтожена, правительственная армия сумела очистить регион, и в дальнейшем немногочисленные группы партизан не представляли угрозы для столицы.